# Eufriesea mariana
Eufriesea mariana là một loài Hymenoptera trong họ Apidae. Loài này được Mocsáry mô tả khoa học năm 1896.